# تاوان (فیلم ۲۰۰۷)
تاوان یا کفاره (به انگلیسی: Atonement) فیلمی رمانتیک و جنگی ساخته جو رایت و محصول سال ۲۰۰۷ بریتانیا و فرانسه است. فیلم‌نامه این فیلم توسط کریستوفر همپتون (نمایشنامه نویس و فیلمنامه نویس بریتانیایی) بر اساس رمانی به همین نام اثر ایان مک‌یوون (نویسنده و نمایشنامه نویس انگلیسی) به رشته تحریر درآمده است. تاوان از تحسین شده‌ترین فیلم‌های سال ۲۰۰۷ است که نامزد و برنده جوایز زیادی مثل جایزه گلدن گلوب و جایزه بفتا شد. تاوان نامزد هفت جایزه اسکار از جمله بهترین فیلم، بهترین فیلم‌نامه اقتباسی و بهترین بازیگر نقش مکل زن برای سیرشا رونان بود؛ اما در نهایت موفق شد تنها جایزه اسکار بهترین موسیقی را بدست آورد.
این فیلم را جو رایت که تجربه و تخصص زیادی در ساخت عاشقانه‌های تاریخی دارد برای شرکت «ورکینگ تایتل فیلمز» و در تابستان ۲۰۰۶ در بریتانیا و فرانسه ساخت. بازیگرانی همچون جیمز مک‌آووی، کیرا نایتلی، سیرشا رونان، ونسا ردگریو، رامالا گری و بندیکت کامبربچ در این فیلم ایفای نقش کرده‌اند.

## داستان

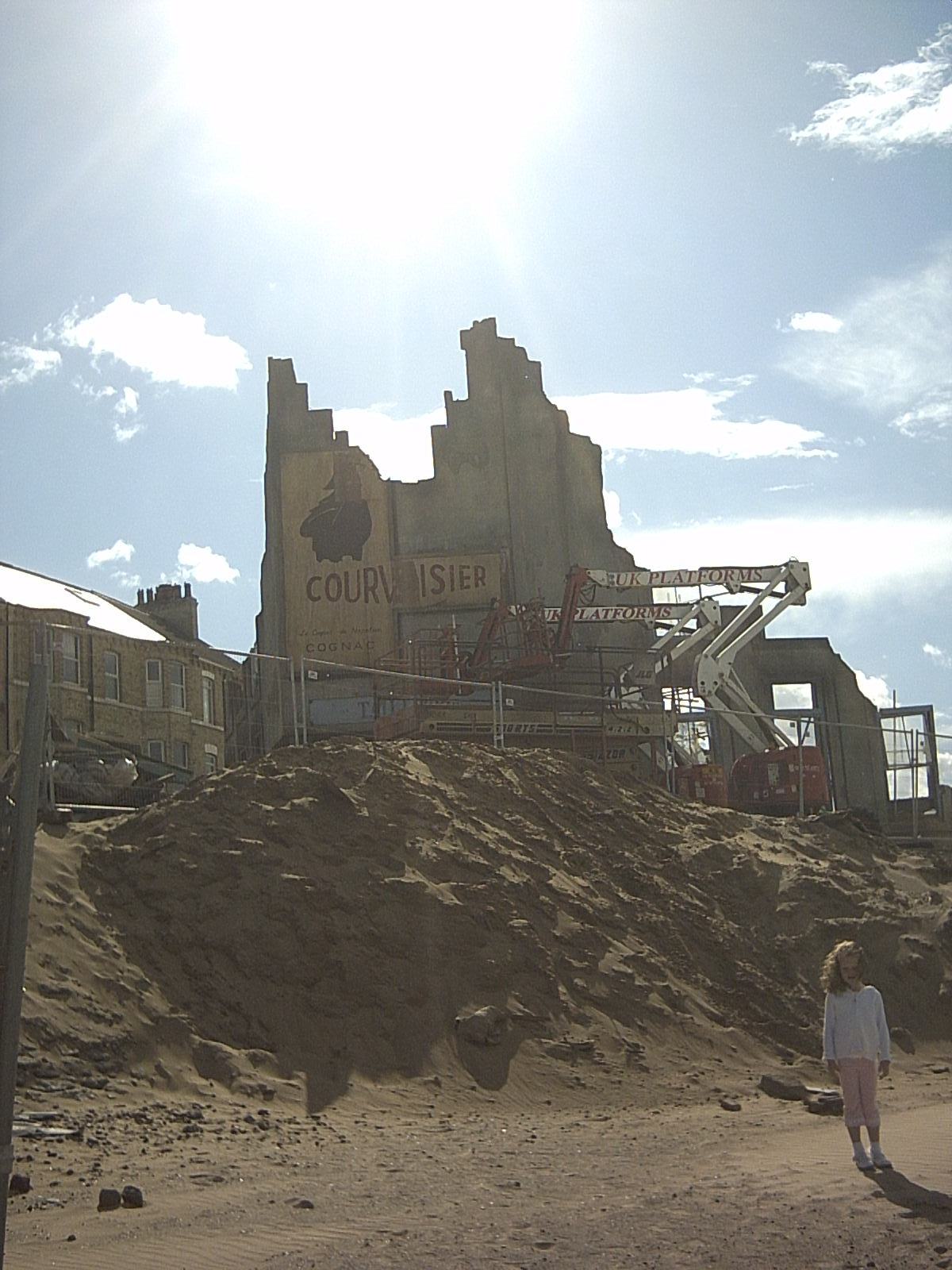
محل فیلمبرداری در ردکار

در سال ۱۹۳۵ دختری سیزده ساله به نام برایِنی تالیس و خانواده‌اش در آسایش در خانۀ بزرگی زندگی می‌کنند. براینی می‌خواهد نویسنده شود. در دنیای دخترانۀ براینی، پسر خدمتکار زن خانه، روبی ترنر که تحصیلکردۀ کمبریج است، قهرمانِ منجیِ اوست. روزی براینی به هنگام گردش در باغ، خواهرش سیسیلیا را در آغوش روبی می‌بیند و از روی ساده دلی و حسادت، روبی را به گناه ناکرده (تجاوز به لولای پانزده ساله که از اقوام خانوادۀ تالیس است) متهم می‌کند. روبی به زندان می‌افتد. در زندان با آغاز جنگ جهانی دوم به روبی حق انتخاب گذراندن باقی دوران محکومیت یا پیوستن به جبهۀ جنگ با آلمان را می‌دهند. روبی راه دوم را برمی‌گزیند و راهی جبهه می‌شود. هم‌زمان سیسیلیا از خانوادۀ خود جدا شده و به دنبال روبی به لندن می‌آید و یک زندگی تازه را به تنهایی شروع می‌کند. روبی و سیسیلیا همدیگر را هنگامی می‌یابند که روبی عازم جبهۀ فرانسه در دانکرک است. براینی که هجده ساله شده و از شهادت دروغین خود پشیمان است، به دنبال خواهرش می‌گردد؛ اما سیسیلیا که از گذشته ناراحت است، وی را نمی‌بخشد. سرانجام روبی در ژوئن ۱۹۴۰ به علت مسمومیت خونیِ ناشی از زخم عفونی در نبرد دانکرک درگذشت، سیسیلیا چهار ماه بعد به دلیل بمباران ایستگاه متروی لندن و سیل زیرزمینیِ ناشی از آن در اکتبر ۱۹۴۰ غرق شد، و عشق این زوج نافرجام ماند. براینی تالیس در پیری که تبدیل به نویسنده ای موفق شده، رمانی دربارهٔ عشق خواهرش نوشت و اعتراف کرد آن پایان خوشِ تخیلی را نوشته تا به سیسیلیا و روبی که هرگز به هم نرسیدند، خوشبختی ای را که نصیبشان نشد، هدیه بدهد. واقعیت این بود که براینی هرگز نتوانست اشتباه خود را جبران کند؛ اما در بخشی خیالی از رمان او، روبی و سیسیلیا با هم زندگی می کنند و براینی سعی می کند از آنها عذرخواهی کند. در سکانس خیال انگیز پایانیِ فیلم/رمان، سیسیلیا و رابی با خوشحالی در خانه ای کنار دریا زندگی می کنند که قصد داشتند پس از پایان مشکلات، با هم به آنجا بروند.

## پخش
پخش جهانی فیلم را یونیورسال پیکچرز بر عهده داشته‌است. این فیلم در روز گشایش جشنواره فیلم ونیز و جشنواره فیلم ونکوور به نمایش درآمد.

## بازیگران
- کیرا نایتلی در نقش سیسیلیا تالیس
- جیمز مک‌آووی در نقش روبی ترنر
- سیرشا رونان در نقش براینی تالیس، ۱۳ سالگی
- رامالا گری در نقش براینی تالیس، ۱۸ سالگی، در حال یادگیری پرستاری
- ونسا ردگریو در نقش براینی تالیس، پیری
- برندا بلتین در نقش گریس ترنر، مادر روبی و خدمتکار خانوادۀ تالیس
- جونو تیمپل در نقش لولا کویینسی
- بندیکت کامبربچ در نقش پل مارشال، دوست و مهمانِ لئون تالیس
- پاتریک کندی در نقش لئون تالیس
- هریت والتر در نقش امیلی تالیس، بزرگ خانواده
- پیتر وایت در نقش بازرس پلیس
- دنیل میز در نقش تامی نتل
- نانسو آنوزی در نقش فرانک میس
- جینا مک‌کی در نقش خواهر دراموند
- ژرمی رنیر در نقش لوک کارنت
- Michelle Duncan در نقش فیونا
- آلفی آلن در نقش دنی هاردمن

## جوایز
- کسب عنوان بهترین فیلم انگلیسی از طرف هیئت داوران امپایر

## در فرهنگ عامه
لباس سبز کیرا نایتلی در فیلم توجه بسیاری جلب کرد و توسط تماشاگران و منتقدان تحسین شد.